# Великий Уїм
Великий Уїм — річка в Росії, протікає Тюменською областю. Гирло річки знаходиться за 395 км по лівому березі річки Дем'янка. Довжина річки складає 80 км. Площа водозбірного басейну складає приблизно 724 км . За 8 км від гирла правому березі впадає річка Малий Вим.
Річка бере початок з озера Уїм. Висота гирла - 41 м над рівнем моря  .
За даними державного водного реєстру Росії відноситься до Іртиського басейнового округу, водогосподарська ділянка річки - Іртиш від впадання річки Тобол до міста Ханти-Мансійськ (вище), без річки Конда, річковий підбасейн річки — басейни приток Іртишу від Тобола до Обі. Річковий басейн річки - Іртиш  .